# Mystagogus
Mystagogus Petrunkevitch, 1942 è un genere di ragni fossili appartenente alla famiglia Linyphiidae.

## Caratteristiche
Gli esemplari finora raccolti di questo genere risalgono tutti al Paleogene.

## Distribuzione
Le due specie oggi note di questo genere sono state rinvenute in alcune ambre baltiche dell'Europa settentrionale.

## Tassonomia
Questo genere non è riconosciuto valido dall'aracnologo Tanasevitch; l'aracnologo Wunderlich ha suggerito l'ipotesi che questo genere possa essere ascritto alla famiglia Cyatholipidae Simon, 1894 in un lavoro del 2004.
Dal 1958 non sono stati esaminati altri esemplari, né sono state descritte sottospecie al 2012.
A dicembre 2012, si compone di due specie:
- †Mystagogus dubius Petrunkevitch, 1958 - ambra baltica risalente al Paleogene [1].
- †Mystagogus glaber Petrunkevitch, 1942 - ambra baltica risalente al Paleogene